# Hollywood (Alabama)
Pour les articles homonymes, voir Hollywood (homonymie).
Hollywood est une municipalité américaine située dans le comté de Jackson en Alabama.
Selon le recensement de 2010, sa population est de 1 000 habitants. La municipalité s'étend sur 8,93 milles carrés (23,13 km2).

## Démographie
| 1900 | 1910 | 1920 | 1930 | 1940 | 1950 |
| ---- | ---- | ---- | ---- | ---- | ---- |
| 168  | 234  | 276  | 274  | 311  | 477  |

| 1960 | 1970 | 1980  | 1990 | 2000 | 2010  |
| ---- | ---- | ----- | ---- | ---- | ----- |
| 246  | 301  | 1 110 | 916  | 950  | 1 000 |